# Дейшоара
Дейшоара (рум. Dăișoara) — село у повіті Брашов в Румунії. Входить до складу комуни Унгра.
Село розташоване на відстані 185 км на північний захід від Бухареста, 49 км на північний захід від Брашова, 149 км на південний схід від Клуж-Напоки.

## Населення
За даними перепису населення 2002 року у селі проживала 771 особа. Усі жителі села рідною мовою назвали румунську.
Національний склад населення села:
| Національність | Кількість осіб | Відсоток |
| -------------- | -------------- | -------- |
| румуни         | 393            | 51,0%    |
| цигани         | 373            | 48,4%    |
| угорці         | 5              | 0,6%     |